# Osmadenia tenella
Osmadenia es un género de plantas con flores de la familia de las asteráceas. Incluye una sola especie: Osmadenia tenella. Es originaria de las colinas y cañones del sur de California y Baja California, donde es un miembro común de la flora en el hábitat local, como el chaparral.

## Descripción
Se trata de una hierba glandular peluda, aromática y anual con un tallo erecto que alcanza un tamaño de 40 centímetros de altura máxima con ramas filiformes. Las hojas son lineales están dispuestas alternativamente, en la parte baja en la planta puede medir hasta 5 centímetros. La inflorescencia es una cima de varias cabezas de flores. Cada cabeza tiene de 3 a 5 lóbulos de tres flores liguladas, que son de color blanco o rosa teñida, y con frecuencia tienen un punto de color rosa. El fruto es un aquenio.

## Taxonomía
Osmadenia tenella fue descrita por  Thomas Nuttall y publicado en Transactions of the American Philosophical Society, new series, 7: 392. 1841.
Etimología
Osmadenia: nombre genérico que deriva de las palabras griegas osma = "olor" y "aden" = "glándula", en alusión al fuerte olor glandular de la hierba.
Sinonimia
- Calycadenia tenella (Nutt.) Torr. & A.Gray
- Hemizonia tenella (Nutt.) A.Gray[4]